# Bataille de Camaret
Vous lisez un « bon article » labellisé en 2008.
Pour les articles homonymes, voir Camaret.
Guerre de la Ligue d'Augsbourg
Batailles
- Philippsbourg (1688)
- Sac du Palatinat (1689)
- Baie de Bantry (1689)
- Mayence (1689)
- Walcourt (1689)
- Fleurus (1690)
- Cap Béveziers (1690)
- La Boyne (1690)
- Limerick (1690)
- Staffarda (1690)
- Québec (1690)
- Coni (1691)
- Mons (1691)
- Leuze (1691)
- Aughrim (1691)
- La Hougue (1692)
- Namur (1692)
- Steinkerque (1692)
- Lagos (1693)
- Neerwinden (1693)
- La Marsaille (1693)
- Charleroi (1693)
- Saint-Malo (1693)
- Rivière Ter (1694)
- Palamós (1694)
- Camaret (1694)
- Texel (1694)
- Dieppe (1694)
- Bruxelles (1695)
- Namur (1695)
- Dogger Bank (1696)
- Carthagène (1697)
- Barcelone (1697)
- Baie d'Hudson (1697)

En 1688, la France de Louis XIV alliée à l'Empire ottoman déclare la guerre à une coalition menée par les Anglais et les Hollandais dénommée ligue d'Augsbourg. La bataille de Camaret est une tentative anglo-hollandaise, organisée en 1694, de détruire une partie de la flotte française stationnée à Brest et de débarquer une troupe d'occupation en Bretagne.
Au début de 1694, Louis XIV décide de déplacer le champ des opérations militaires vers la Méditerranée et l'Espagne afin de contraindre cette dernière à signer la paix. Pour ce faire, sous les ordres de Tourville, il envoie sa flotte à proximité de Barcelone. Brest, vidée de ses troupes, semble un objectif facile pour le Prince d'Orange. Une opération militaire est montée pour prendre la ville par voie de terre. Informé du projet, le roi charge Vauban, avec peu de moyens, d'organiser la défense du secteur.
Le 18 juin, sous les ordres de l'amiral John Berkeley et du lieutenant-général Talmash, une importante flotte d'invasion se présente à Camaret pour y débarquer plusieurs milliers d'hommes. Vauban, lors de son seul commandement militaire indépendant, met en déroute les troupes débarquées et fait échouer le projet.

## Contexte
En ce début de 1694, Louis XIV décide de porter son effort de guerre sur la Méditerranée et l'Espagne. Afin de soutenir le maréchal de Noailles pour la prise de Barcelone et de contraindre l'Espagne à signer la paix, Tourville quitte Brest le 24 avril avec 71 vaisseaux et l'escadre de Châteaurenault le suit le 7 mai. Renseignés sur ces mouvements, les Anglais et les Hollandais projettent de s'emparer de Brest, pensant que l'absence de Tourville et de sa flotte rendrait aisé le débarquement d'une armée d'occupation forte de sept à huit mille hommes.
Après la victoire de Tourville à Lagos en 1693, le Prince d'Orange avait envoyé une expédition de représailles sur Saint-Malo et projetait de monter des opérations du même type sur d'autres ports du royaume de France. Ayant eu vent du projet par ses espions, Louis XIV nomme Vauban commandant militaire de Brest et des quatre évêchés bas-bretons, soit de Concarneau à Saint-Brieuc.

## Préparatifs

### Préparatifs généraux

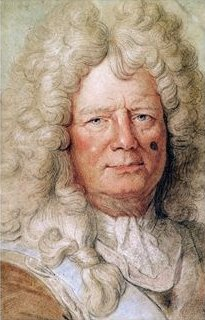
Vauban, commandant la place de Brest.

Bien avant le début de la guerre de la Ligue d'Augsbourg, Louis XIV charge dès 1685 Vauban d'inspecter le littoral de Dunkerque à Bayonne. Une des priorités est la défense du port de Brest, depuis que Richelieu en a fait un port militaire et décidé d'y installer des arsenaux ainsi que la flotte du Ponant. Il est important pour cela de connaître les particularités géographiques du goulet de Brest, seule entrée possible par voie maritime pour lancer une attaque sur la ville. Cet étroit bras de mer remplit et vide à chaque renversement de marée la rade de Brest avec des courants pouvant atteindre une vitesse de 4 à 5 nœuds. Ainsi les escales naturelles pour les voiliers sont les anses de Camaret-sur-Mer et de Bertheaume, afin d'attendre un courant favorable pour y accéder. Lors de son premier séjour à Camaret, Vauban en prend note et consigne dans son mémoire du 9 mai 1685 : 

« Il y a encore deux Rades hors du Goullet de Brest qui sont comme le vestibulle de cette entrée, dont l'une, sçavoir celle de Berthaume, est parée contre tous les vents du Nord, et celle de Camaret contre tous ceux du Midy, touttes deux de très-bonne tenüe. Il n'y a rien à faire à celle de Berthaume parce que l'on peut mouiller au large hors du canon des terres. Mais il y a un petit port marchand À un recoin de celle de Camaret où il se retire des bastiments que des corsaires viennent impunément enlever, ce qui leur arrive fort souvent en tems de guerre : c'est pourquoy il seroit nécessaire d'y faire une batterie de quatre ou cinq pièces de canon soutenue d'une tour et d'une petite closture de massonnerie pour les escarter de là et tenir cette Rade nette qui, de cette façon, deviendra un refeuge asseuré pour le bien des vaisseaux marchands que les maivais tems contraignent le plus souvent d'y mouiller et toujours au risque d'y estre pris. »

— Sébastien Le Prestre de Vauban

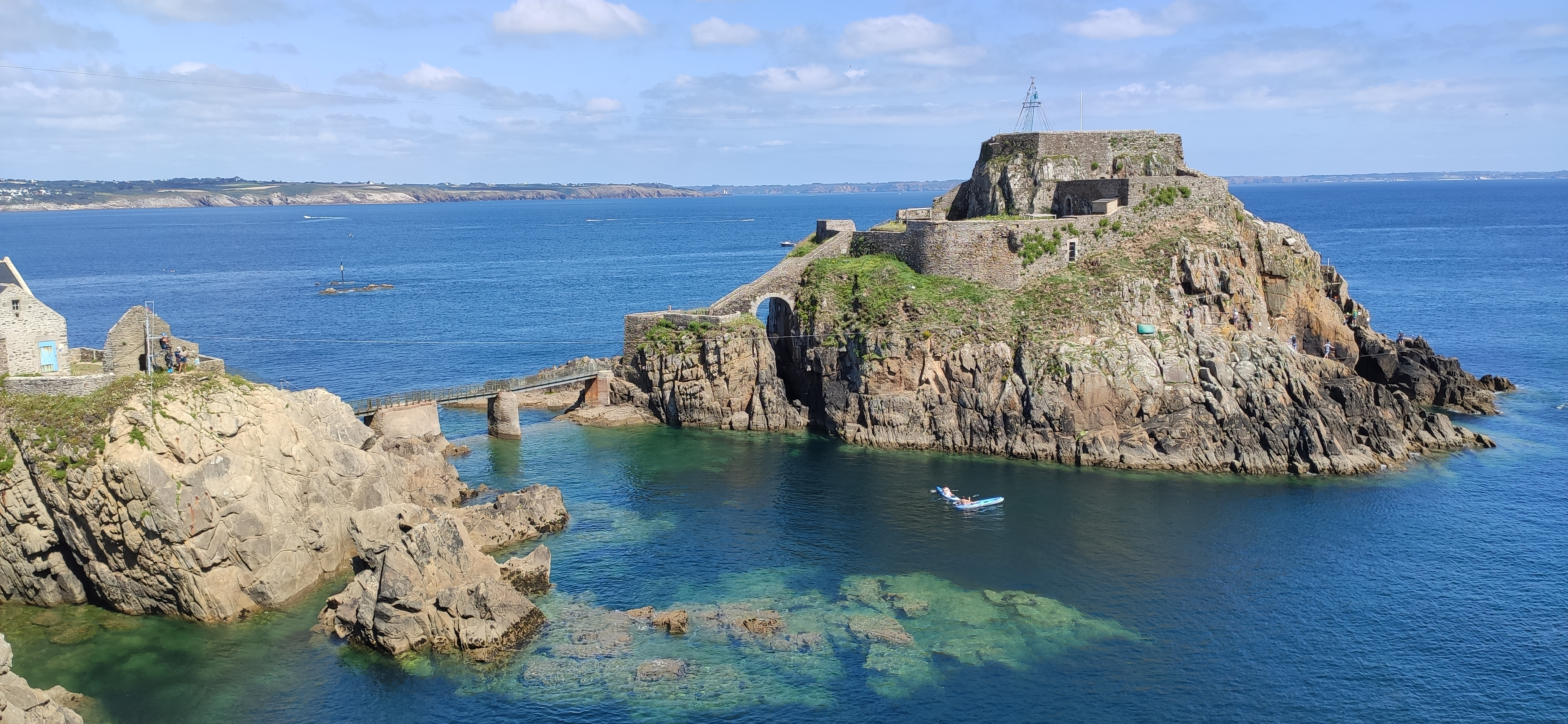
Le fort de Bertheaume avec en arrière-plan la presqu'île de Roscanvel.

La guerre à peine commencée et ayant déjà inspecté les lieux, il décide en premier d'installer une position de défense à Bertheaume et de construire une « tour de côte » à Camaret, unique en son genre. Les premiers dessins de Vauban prévoient la construction d'une tour ronde, mais une fois sur place, il la crée polygonale. Les travaux pour la tour de Camaret ont débuté en 1689. Prévenus par leurs espions, les Anglais, qui comprennent l'importance stratégique des travaux en cours, veulent détruire l'édifice. Mais, lorsqu'en 1691, seize bâtiments anglo-hollandais se présentent dans la baie de Camaret, cinq frégates françaises s'y trouvent et réussissent à repousser la flotte ennemie. En prévision de cette nouvelle attaque et en raison des faibles moyens mis à sa disposition pour la défense d'un espace couvrant plusieurs centaines de kilomètres de côtes, Vauban décide de monter, en divers lieux, des fortins tenus par la milice locale qui peut être rapidement renforcée par des troupes régulières stationnées dans l'arrière-pays.

### Préparatifs en vue de l'attaque sur Brest

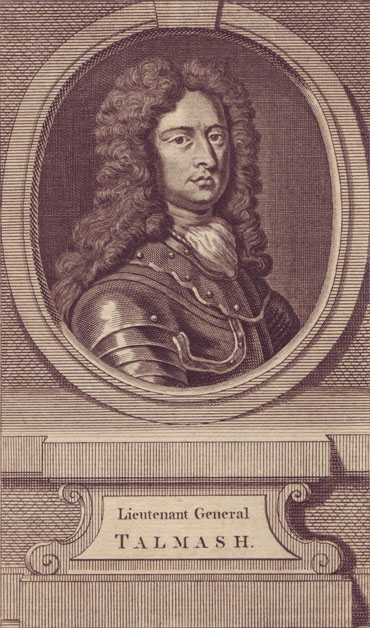
Le général Talmash, commandant les forces de débarquement.

Début mai 1694, ayant eu vent du départ de Tourville, Guillaume III, croyant à une conquête facile, décide de lancer l'attaque préparée contre Brest. D'après l'historien Prosper Levot cette attaque « […] sembla favorisée par la résolution que prit alors Louis XIV, de concentrer ses forces maritimes dans la Méditerranée, afin qu'avec leur secours le maréchal de Noailles pût prendre Barcelone, soumettre la Catalogne tout entière et obliger l'Espagne à demander la paix ».
Le plan de Guillaume III consiste en deux actions parallèles. La majeure partie de la flotte anglo-hollandaise, sous les ordres de l'amiral Russell, fait route vers Barcelone, afin d'y combattre Tourville, alors que l'autre partie, sous les ordres de John Berkeley avec une imposante armée d'invasion, commandée par le lieutenant-général Talmash doit attaquer Brest ou bien débarquer sur la côte, afin de contrôler le goulet et la rade de Brest. Les Anglais, sachant que le sort de Brest dépend principalement du contrôle du Goulet, se rappelaient qu'un siècle plus tôt, en 1594, aux côtés du maréchal français d'Aumont, il leur fallut plus d'un mois lors du siège de Crozon pour qu'une armée de plus 6 000 hommes vienne à bout de 400 soldats espagnols,.
Devant les menaces de plus en plus précises venant d'Angleterre, Louis XIV nomme Vauban « commandant suprême de toutes les forces françaises, terre et mer de la province de Bretagne ». Dans le passé d'autres tentatives de débarquement ont montré que les chefs des différentes armes agissaient souvent en contradiction. Vauban, lieutenant-général des armées depuis 1688, accepte à une condition : il ne serait « lieutenant-général de la Marine que pour l'honneur », c'est-à-dire sans solde. L'état des lieux des ingénieurs Traverse et Mollart datant du 23 avril 1694 montre que seulement 265 canons et 17 mortiers étaient en place. Lorsque début mai Vauban reçoit les directives du roi, Brest est défendue par environ 1 300 hommes et des renforts à hauteur de six bataillons, un régiment de cavalerie et un de dragons sont en route. En arrivant à Brest le 23 mai, Vauban sait que le rapport de force est en sa défaveur.
Après les préparatifs effectués à Portsmouth, la flotte appareille le 1er juin 1694. Pendant ce temps, Vauban multiplie l'aménagement de positions fortes le long de la côte et renforce celles déjà existantes. À la mi-juin, lors d'une inspection de son dispositif défensif, il remarque que la baie de Douarnenez et surtout Camaret permettent le débarquement aisé d'une troupe nombreuse. Il en ordonne le renforcement. Afin d'empêcher tout débarquement et ne bénéficiant pas de navires de guerre, il arme une vingtaine de chaloupes pour défendre le goulet de Brest. Il équipe les milices avec l'armement réquisitionné à la marine. Les régiments de cavalerie et de dragons sont positionnés à Landerneau et à Quimper. Pour faciliter la transmission de l'information et gagner du temps, il organise un code de communication sous forme de signaux.

« J'arrivai hier au soir de visiter la côte de Camaret et sa suite jusques vers la baie de Douarnenez. J'ordonnai le retrachement de plusieurs anses où l'on peut faire descente pour prendre la presqu'île de Roscanvel par les derrières, et tout nos retrachements de Camaret. J'y marquai à même temps le camp des régiments de la Roche-Courbon et de la Boëssière qui n'étoient pas encore arrivés, les quartiers de MM. de Cervon et de la Vaisse et les postes des milices du pays. Tous cela se devoit exécuter incenssament et n'attendoit que l'arrivée des troupes, et cinq ou six jours de travail auroient mis cette partie de la coste en bon estat et d'une défense aysée. […] »

— Lettre de Vauban à Louis XIV, le 17 juin 1694, à 11 heures du soir, à Brest

## Déroulement

### Soir du 17 juin 1694

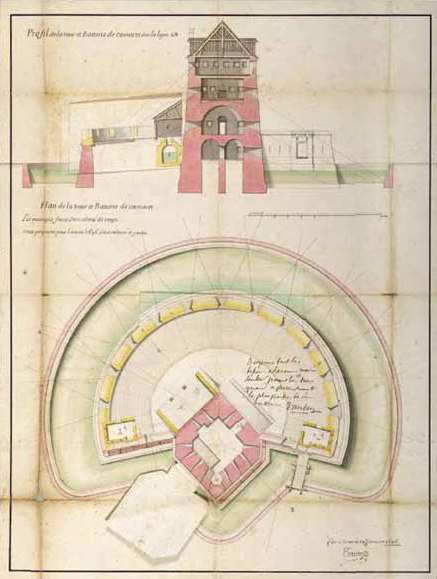
Profil et plan de la tour de Camaret.

Dans la soirée du 17 juin, la flotte anglo-hollandaise, commandée par l'admiral John Berkeley, est signalée en mer d'Iroise. Elle se compose de trente-six vaisseaux de guerre, douze galiotes à bombes et 80 navires de transport portant environ 8 000 hommes de débarquement. La flotte mouille à mi-distance entre Bertheaume et le Toulinguet. Le contre-amiral, le marquis de Carmarthen, s'approche des côtes afin d'inspecter les lieux et les positions françaises. À son retour, il « annonça que les défenses, dont il n'avait vu qu'une faible partie, étaient formidables. Mais Berkeley et Talmash le soupçonnèrent d'avoir exagéré le danger ». À cette date, du côté français, la moitié des renforts promis ne sont pas encore arrivés et Vauban écrit dans la lettre déjà citée précédemment :

« […] quand, vers les dix heures du soir, on entendit des signaux d'Ouessant, qui marquaient la vue d'une grande flotte. Ce matin, au jour, les signaux se sont confirmés, et un bastiment d'advis envoyé par celui qui commande à Ouessant, nous a appris qu'on avoit descouvert 30 ou 35 navires de guerre, et plus de 80 autres bastiments de charge de toute espèce, ce qui s'est confirmé derechef sur les quatre à cinq heures du soir qu'ils sont venus mouiller entre Camaret et Bertheaume, à la portée de la bombe de ces deux postes d'où on leur en a tiré 8 ou 10 qui ont presque toutes crevé en l'air. Je les ai tous vus des batteries de Cornouaille et de Léon où j'étois allé donner quelques ordres; on pouvoit les compter et très bien distinguer. Ils ont trois pavillons au grand mast et deux au mast d'avant, ce qui me persuade que c'est une armée composée d'Anglois et de Hollandois. Le vent leur est contraire ; s'il change, je ne doubte pas de les avoir demain à la descente ou dans la rade, peut-être tous les deux. Nos gallères ne sont point venues, ce qui nous fait un grand tort. Je leur ai mandé ce soir de faire tous leurs efforts pour entrer, en rangeant la coste de près, à la faveur de nos batteries de terre. Je ne scay point ce qu'elles feront; mais je scay bien que je feray de mon mieux pour que Vostre Majesté soit contente de moy. Si les gallères fussent venues, les troupes arrivées à temps, et nos retranchements achevés, nous estions bien. Dieu, qui a toujours assisté Vostre Majesté, ne l'abandonnera pas sans doubte en cette occasion. Nos affaires sont assez bien disposées au-dedans delà ville. »

— Lettre de Vauban à Louis XIV, le 17 juin 1694, à 11 heures du soir, à Brest

### Matinée du 18 juin 1694

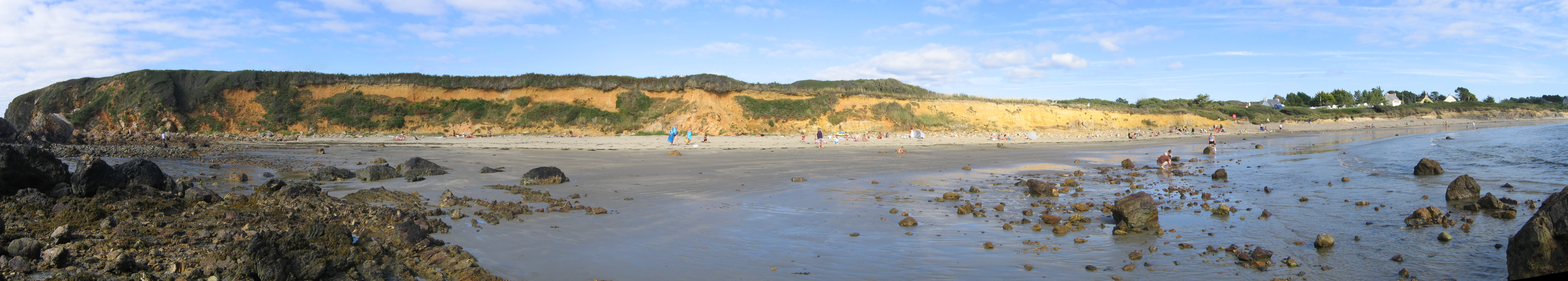
La plage de Trez-Rouz, lieu du débarquement anglo-hollandais.

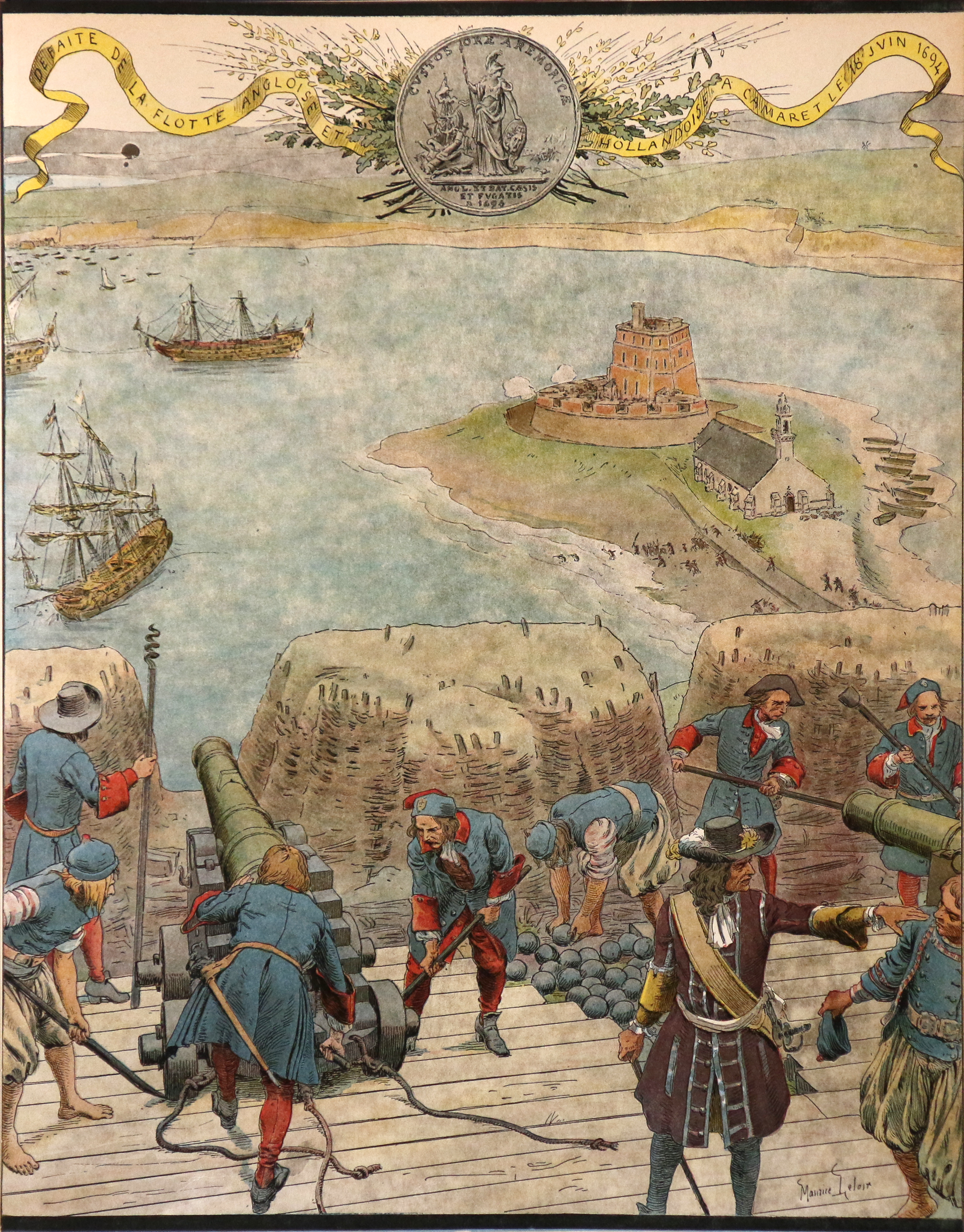
La bataille par Maurice Leloir, 1931.

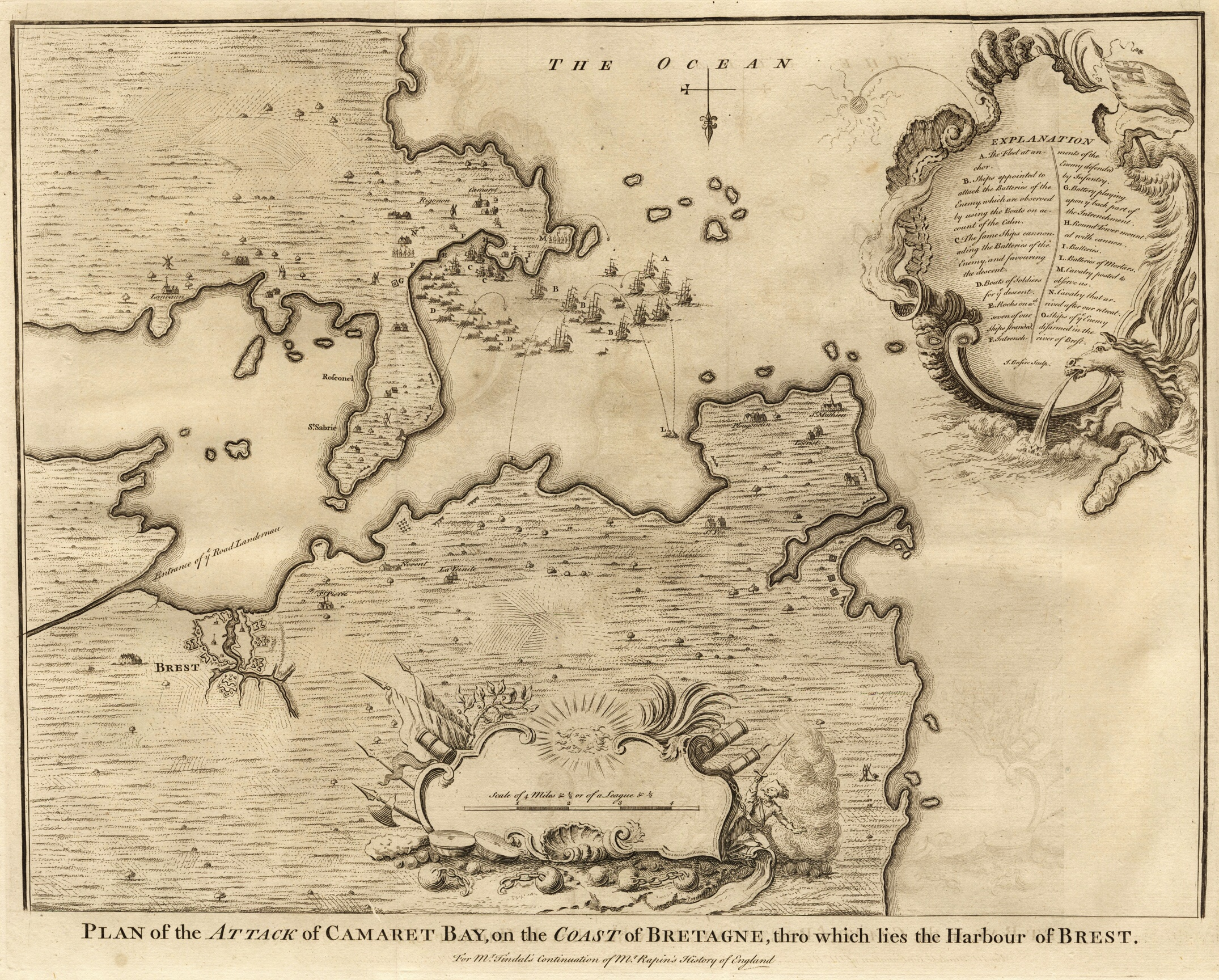
Plan anglais de la bataille de Camaret.

Au matin du 18 juin, une épaisse brume s'abat sur cette partie de la Bretagne. Les attaquants manquant, comme les défenseurs, de visibilité, l'assaut est différé. Ce répit est apprécié par le côté français, « car un corps de cavalerie commandé par M. de Cervon et une partie des miliciens n'arrivèrent de Châteaulin qu'à neuf heures ». Ce n'est que vers 11 heures, quand le brouillard se dissipe, que le marquis de Carmarthen peut avancer avec sept navires pour attaquer la tour de Camaret et protéger les 200 chaloupes chargées de soldats qui se dirigent vers la plage de Trez-Rouz. La tour, appuyée par les batteries du Gouin et de Tremet, fait un feu soutenu. Un bâtiment est coulé par deux bombes, un autre, qui s'est trop approché de la côte, s'échoue et doit se rendre, et les cinq derniers sont mis en mauvais état. Malgré la surprise, les Anglais ripostent et plusieurs projectiles atteignent l'ouvrage défensif. C'est au cours de cette bataille que la flèche du clocher de Notre-Dame de Rocamadour est abattue. Entre-temps, le général Talmash à la tête de ses 1 300 hommes, dont des huguenots français, débarque sur la plage de Trez-Rouz. Les troupes anglaises sont accueillies par un feu nourri et après un moment de flottement, elles sont chargées par 100 hommes des compagnies franches et 1 200 miliciens garde-côtes sous les ordres de Tanguy le Gentil de Quelern, capitaine de Crozon.
Macaulay écrit dans son Histoire d'Angleterre : « On découvrit des corps nombreux de cavalerie et d'infanterie qu'à leur uniforme on reconnut pour des troupes régulières. […] Il [Talmash] était convaincu que les forces qu'il voyait rassemblées sur le rivage n'étaient qu'un ramas de paysans qui avaient été racolés en toute hâte dans le pays avoisinant. Certain que ces soldats pour rire s'enfuiraient comme des troupeaux de moutons devant de vrais soldats, il ordonna à ses hommes de ramer vers le rivage. Un feu terrible moissonna ses troupes avant qu'elles eussent pu atteindre la terre. À peine avait-il mit le pied lui-même sur le rivage qu'il reçut un boulet de canon dans la cuisse ». Grièvement blessé, le général anglais est emporté vers l'escadre ; il mourra quelques jours plus tard. La contre-attaque française repousse les hommes débarqués à la mer. Ceux-ci ne peuvent plus battre en retraite car la marée descendante a laissé les chaloupes à sec. Seulement une dizaine d'entre elles rejoignent la flotte anglaise.

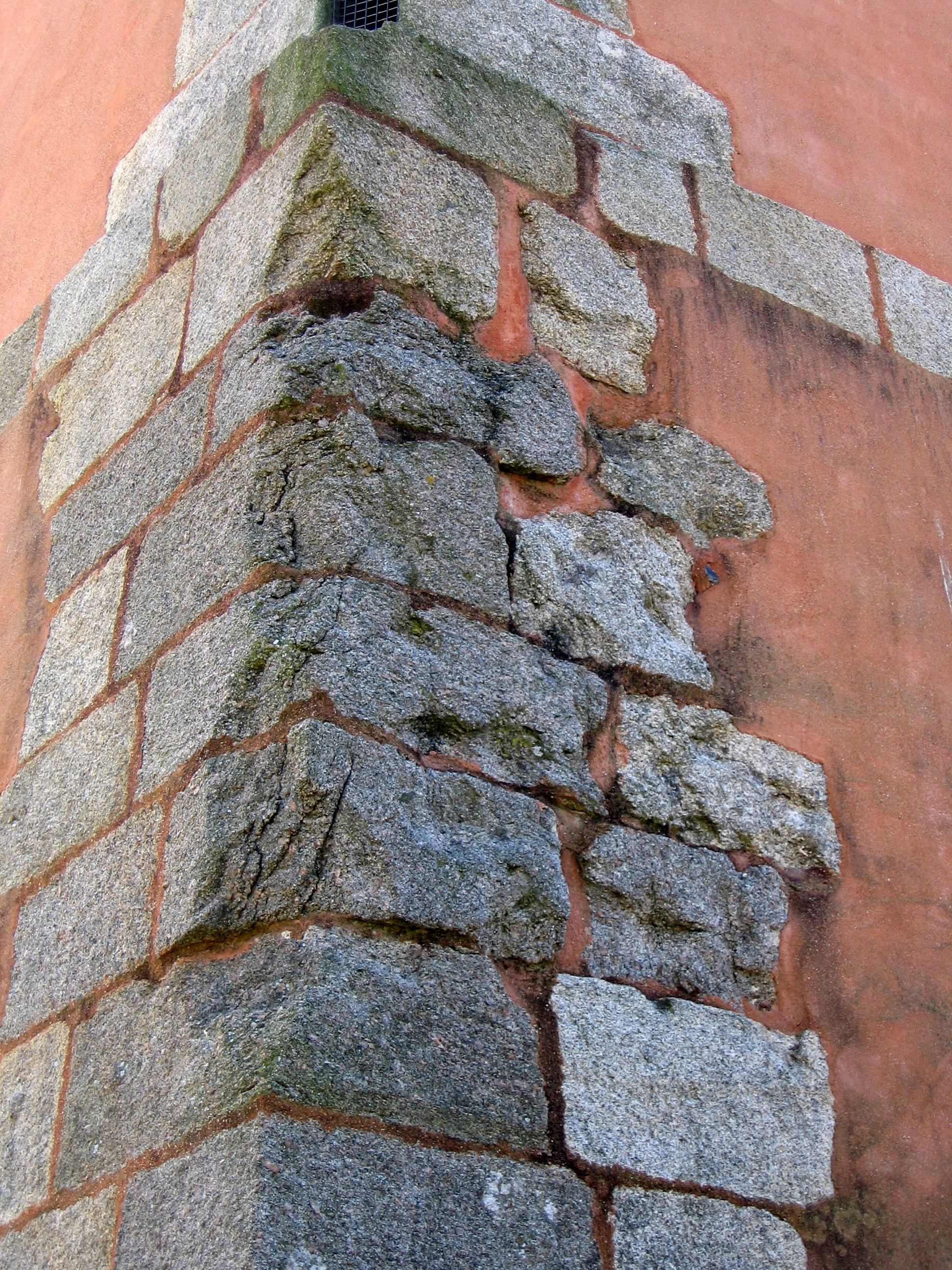
Impacts de boulets anglo-hollandais sur la tour Vauban.

Les pertes pour les Anglais sont considérables : « … du côté des Anglais, 800 hommes de débarquement tués ou blessés, 400 hommes tués sur les vaisseaux, et 466 prisonniers, dont 16 officiers. Les Français, d'après les rapports dressés le jour même par MM. de Langeron et de Saint-Pierre, n'auraient compté qu'environ 45 blessés, dont 3 officiers, au nombre desquels était l'ingénieur Traverse, qui eut un bras emporté. »
Depuis cette date, la plage du débarquement, dont on dit que le sang y a tellement coulé à flots que le sable de la plage en était rouge, porte le nom de Trez Rouz (sable rouge). La proche falaise où Talmash débarqua porte encore aujourd'hui le nom de Maro ar saozon (la Mort Anglaise). Les dunes voisines auraient servi de cimetière pour y enterrer les marins anglais et hollandais décédés lors des combats.

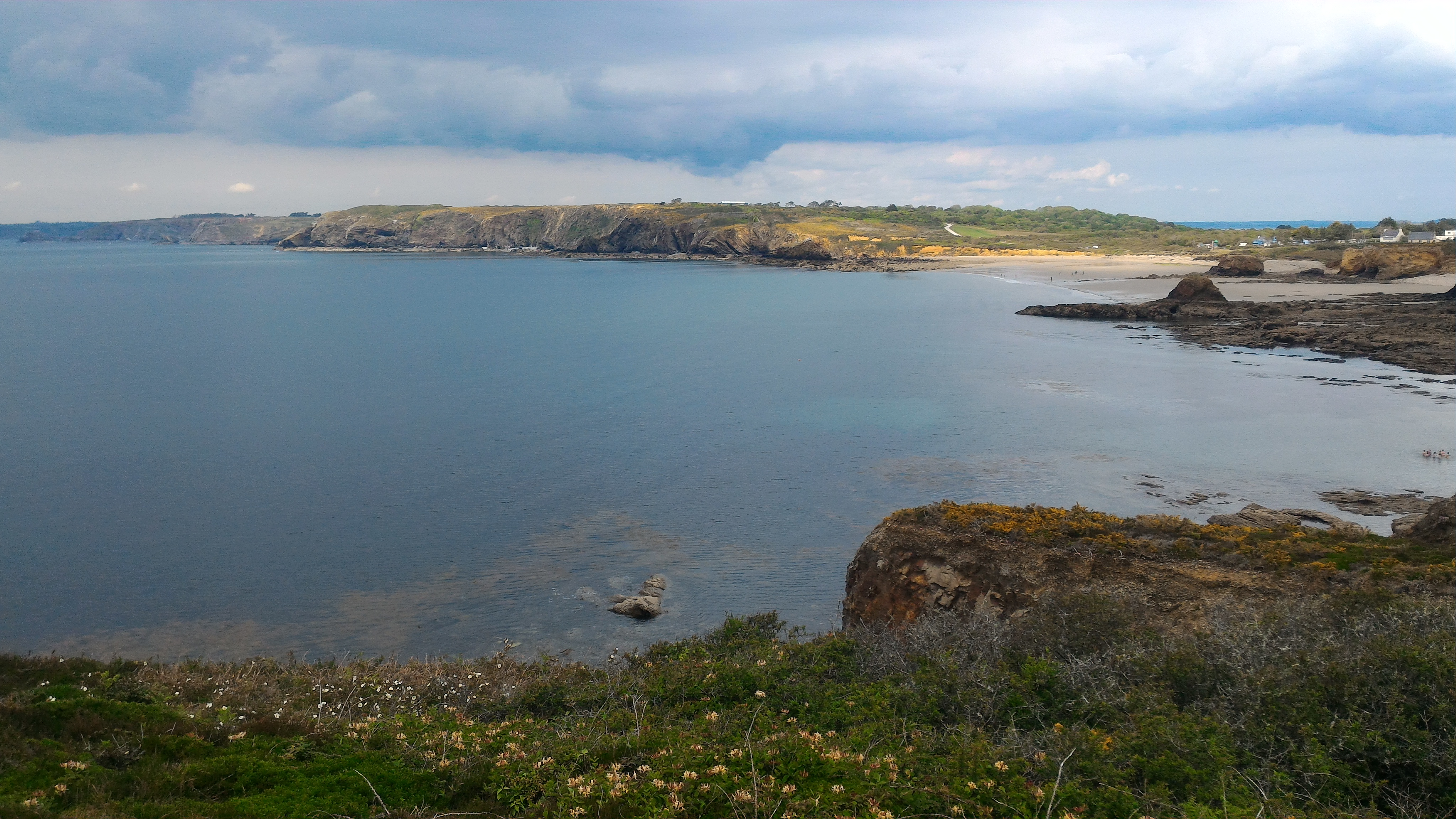
La Mort Anglaise (au premier plan) et la plage de Trez Rouz

Vauban se trouve, lors du déclenchement de la bataille au fort du Mengant et arrive sur les lieux de la bataille à la fin des combats.

« Je n'y ay eu de part que dans les ordres et la disposition ; car du surplus la chose s'est passée à deux lieues de moy. Il me paroist que les ennemis s'y sont bien pris, car ils n'ont pas perdu un moment de temps. Aussitôt venus, aussitôt attaqué par l'endroit où je les au toujours craint ; en un mot, ils ont très bien pensé, mais pas si bien exécuté. »

— Lettre de Vauban à M. de Pontchartrain, Camaret, le 18 juin 1694

## Suites

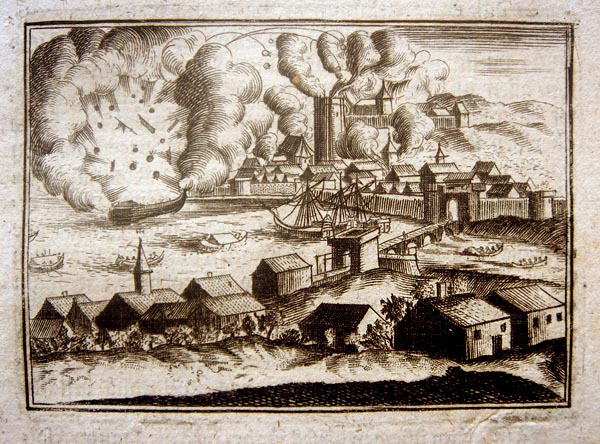
Bombardement de Dieppe en juillet 1694 à titre de représailles.

Après cette défaite, la flotte fait demi-tour et remonte la Manche en bombardant à titre de représailles plusieurs ports français dont Dieppe et Le Havre. Ce dernier subit un bombardement de cinq jours, du 26 au 31 juillet 1694, qui provoque des dégâts importants. Au mois de septembre, cette même flotte attaque Dunkerque et Calais. En raison de leurs fortifications, ces dernières ripostent et ne subissent que de légers dégâts. Cette attaque donne l'occasion à Vauban de fortifier la côte aux environs de Brest : installation d'une batterie à Portzic, une autre sur l'île Longue, une troisième à Plougastel etc.
Louis XIV, pour fêter la victoire, fait frapper une médaille sur laquelle sont gravés les mots suivants : « Custos oræ Armoricæ » et « Angl. et Batav. cæsis et fugatis 1694 » que l'on peut traduire ainsi ; « Gardienne du littoral de l'Armorique » pour la première citation et « Anglais et Bataves battus et mis en fuite 1694 » pour la deuxième.
Par décision du 23 décembre 1697, les États de Bretagne exemptèrent les Camarétois « totalement de contribuer aux fouages, tailles et aultres subsides qui se levoient dans les autres paroisses de la Province de Bretaigne ».

## Anecdotes

### Légende

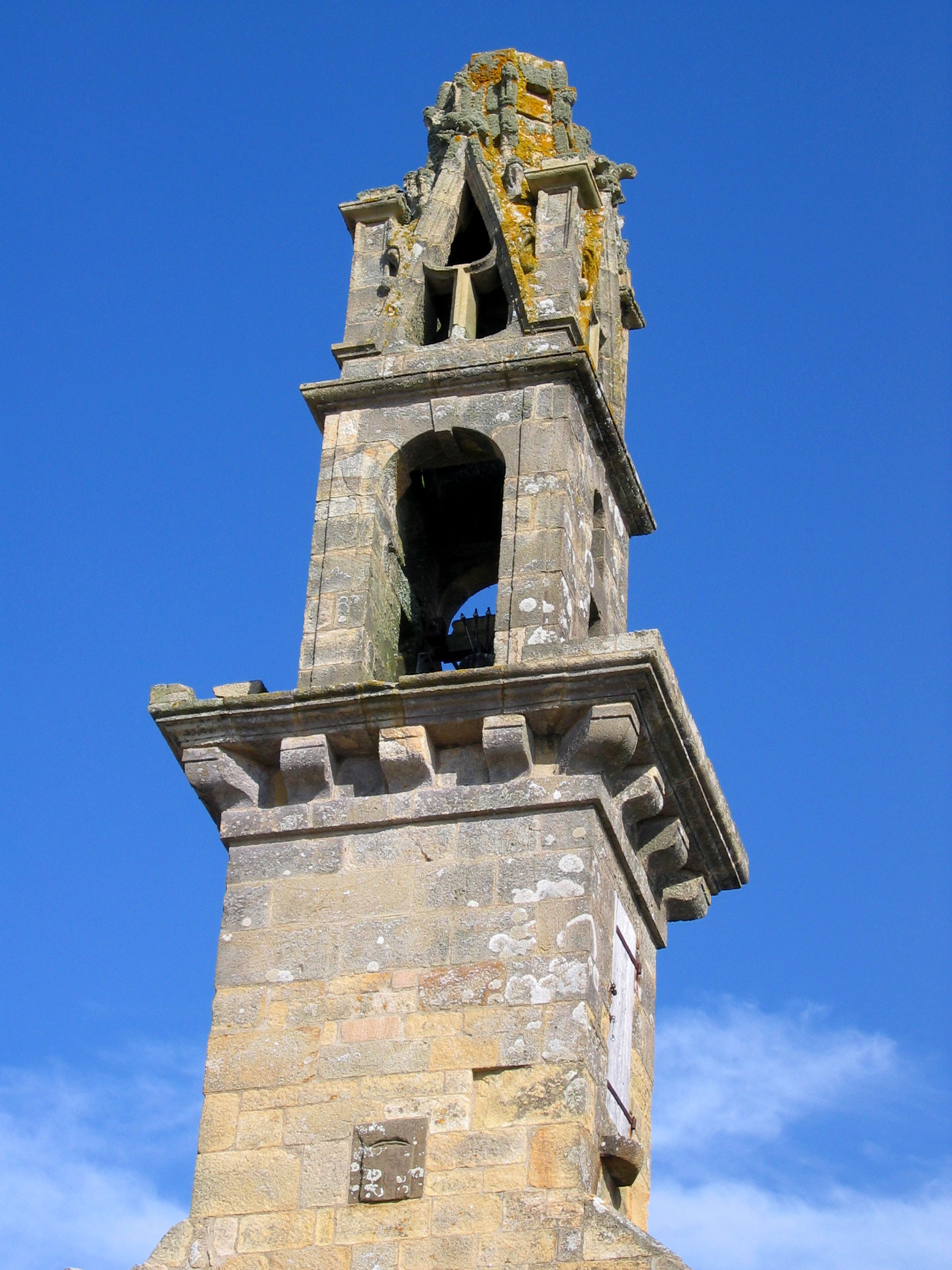
Clocher de la Chapelle Notre-Dame de Rocamadour.

Lors de la bataille, un boulet décapite la flèche de la chapelle Notre-Dame de Rocamadour. « Une légende raconte que Notre-Dame est apparue au fort du combat et renvoya le malencontreux boulet sur le vaisseau coupable, qui coula. La légende ne dit pas si la Vierge pour ce faire arma le bras d'un artilleur de Vauban et l'un de ses canons ! ».

### «Camaret Bay letter»
Du côté anglais, cherchant un responsable après cette défaite, John Churchill, duc de Marlborough, est régulièrement accusé de trahison. Ce dernier, à l'époque disgracié par Guillaume III, tenait une correspondance avec Jacques II, lui-même disgracié et réfugié en France, et aurait prévenu ce dernier de l'attaque sur Brest. C'est la fameuse Camaret Bay letter.

« Ce n'est qu'aujourd'hui que je viens de scavoir ce que je vous mande ici qui est que les galliottes a bombes et les douze régiments qui sont campés à Portsmouth avec les deux régiments de marine tous commandés par Talmash, sont destinés pour brûler le port de Brest et détruire tous les vaisseaux de guerre qui y sont. Cecy sera un grand avantage pour l'Angleterre. mais aucune considération ne peut m'empêcher ni ne m'empêchera jamais de vous informer de tout ce que je crois pouvoir être pour votre service. Ainsi vous pouvez faire votre usage de cet avis Et compter qu'il est très véritable. Mais il faut que je vous conjure pour votre propre intérêt que personne n'en sache rien que La Reine, et celui qui vous donnera la lettre. Mr Russel mettra demain à la voile avec 40 vaisseaux Le reste n'étant pas encore payé. Mais on dit que dans dix jours Le reste de la flotte suivra et en même temps les troupes de terre. J'ai tenté de scavoir cecy il y a quelque temps de l'Admiral Russel mais il me l'a toujours dénié quoique je sois très assuré qu'il scavoit ce dessein il y a plus de six semaines. Ce qui m'a donné un méchant augure des intentions de cet homme là. Je serais bien aise de scavoir que cette lettre vous soit venue seurement entre les mains, »

— La prétendue lettre de John Churchill, duc de Marlborough au roi Jacques II, traduite par le général Sackville, 3 mai 1694

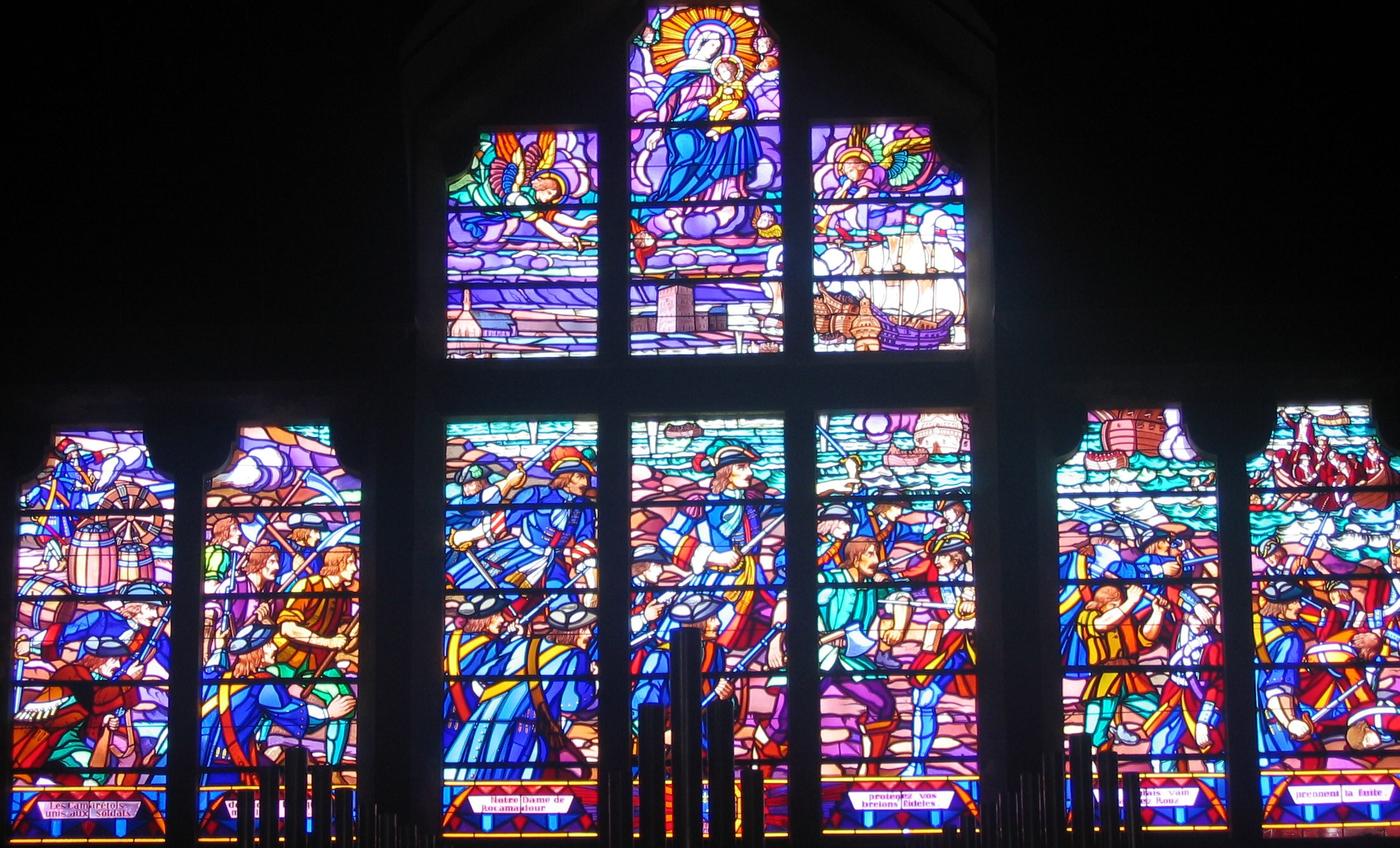
Vitrail de l'église Saint-Rémi.

Winston Churchill prétend dans son livre sur son ancêtre John Churchill, que la lettre était un faux et que jamais le duc n'aurait trahi la couronne. Même s'il est pratiquement certain que Marlborough a envoyé un message à travers la Manche au début du mois de mai décrivant l'attaque imminente sur Brest, il est également certain que les Français connaissaient déjà par d'autres sources les plans concernant l'expédition vers Brest. David Chandler conclut dans son livre, « que tout cet épisode est tellement obscur, qu'il n'est pas possible de trancher de façon définitive et qu'en somme, nous devrions peut-être attribuer à Marlborough le bénéfice du doute » (« the whole episode is so obscure and inconclusive that it is still not possible to make a definite ruling. In sum, perhaps we should award Marlborough the benefit of the doubt. »).

### Vitrail de Saint-Rémi de Camaret
Dans l'église paroissiale Saint-Rémi de Camaret, il existe un grand vitrail représentant cette bataille. Elle se trouve dans le transept nord, l'orgue en cachant une partie. Le concept fut réalisé par Jim Sévellec.